# 草間和哉
草間 和哉（くさま かずや、1986年4月 - ）は、日本の薬学者（薬理学・内分泌学・生殖内分泌・繁殖学・遺伝学）。学位は博士（薬学）。東京薬科大学薬学部講師。東京大学大学院農学生命科学研究科特任助教などを歴任した。

## 来歴

### 生い立ち
1986年（昭和61年）4月に東京都世田谷区にて生まれ、幼少期の大半を埼玉県さいたま市にて過ごす。城北中学校・高等学校に進学し、2005年（平成17年）に卒業。東京薬科大学に進学し、薬学部に入部。2009年（平成21年）に卒業した。そのまま東京薬科大学の大学院に進学し、薬学研究科に入る。2011年（平成23年）、東京薬科大学の大学院における修士課程を修了。その後、同大学院の博士課程に進学し、「妊娠成立に向けた子宮内膜間質細胞の脱落膜化と腺の成熟過程におけるExchange protein directly activated by cAMP (Epac) の役割」 と題した博士論文を執筆し、東京薬科大学より2014年（平成26年）3月20日に博士（薬学）の学位を授与された。

### 薬学者として
大学院修了後は、2014年（平成26年）4月より、東京大学大学院農学生命科学研究科にて博士研究員として務めた。2016年（平成28年）8月より、東京大学大学院農学生命科学研究科の特任助教となった。その間、アメリカ合衆国に留学し、2015年5月からアルベルト・アインシュタイン医学校の遺伝学分野にて客員研究員という形で研究に従事した。2019年4月、母校である東京薬科大学に採用され、薬学部の助教となった。その傍ら、東京大学大学院農学生命科学研究科にて、農学研究員を兼任した。2022年4月より、東京薬科大学にて薬学部の講師に昇任した。2022年5月より、東京薬科大学の中期計画“ＴＯＵＹＡＫＵ１５０”における研究推進機構事業において、「女性の生殖健康改善研究ユニット」のユニットリーダーを兼任している。薬学部においては、主として薬理学、生殖内分泌の講義・実習を担当している。

## 研究
専門は薬学であり、特に薬理学、内分泌学、生殖学といった分野の研究に従事している。また、農学・遺伝学での職歴から、繁殖学、生命科学、生物情報学にも従事している。具体的には、不妊・流産の原因となる子宮内膜症や妊娠高血圧症候群をはじめとした女性器疾患や妊娠合併症の病態機構解明から治療薬の標的を探索している。また、哺乳類の妊娠成立機構を明らかにすることで、生命が誕生する現象を紐解くことを目指して研究している。

## 略歴
- 2005年 - 城北高等学校卒業。
- 2009年 - 東京薬科大学薬学部卒業。
- 2011年 - 東京薬科大学大学院薬学研究科修士課程修了。
- 2014年 - 東京薬科大学大学院薬学研究科博士課程修了。
- 2014年 - 東京大学大学院農学生命科学研究科 特任研究員。
- 2015年 - アルベルト・アインシュタイン医学校　客員助教。
- 2016年 - 東京大学大学院農学生命科学研究科 特任助教。
- 2019年 - 東京薬科大学薬学部 助教。
- 2019年 - 東京大学大学院農学生命科学研究科 農学研究員。
- 2022年 - 東京薬科大学薬学部　講師。
- 2022年 - 東京薬科大学 研究ユニットリーダー。

## 賞歴
- 2012年 - IFPA Meeting 2012 The YW Loke New Investigator Award。
- 2013年 - 日本薬学会133年会　優秀発表賞。
- 2014年 - 関東畜産学会第69回大会　優秀発表賞。
- 2015年 - 日本繁殖生物学会　優秀発表賞。
- 2017年 - SSR 50th Annual Meeting　USDA-NIFA-AFRI Merit Award。
- 2023年 - 日本薬学会薬理系薬学部会 薬理系薬学部会奨励賞。